# A Guerra dos Cupcakes
A Guerra dos Cupcakes (em inglês: Cupcake Wars) é um reality show competitivo de culinária americano, que estreou 27 de dezembro de 2009, na televisão a cabo no Food Network. O show é apresentado por Justin Willman e e consiste na criação original e com estilo de profissionais de cupcakes.
O reality é semelhante ao bem-sucedido Chopped, show culinário que foi ao ar no mesmo canal, em que ele começa com quatro participantes que são eliminados um por um em três rodadas, com a vitória, a equipe recebe $10.000 e a oportunidade de ser destaque em um próximo evento. Cada equipe é constituída por um chef e um subchefe.

## Rodadas
Cada rodada é um bloco do programa.
A primeira rodada tem duração de 45 minutos e está centrada em torno do gosto do cupcake. Os Competidores devem criar um cupcake com ingredientes incomuns relacionados a um tema – por exemplo, em cada noite tema pode exigir concorrentes para incorporar vários afrodisíacos, como ostras, manjericão, chocolate escuro ou champagne.
O segundo bloco tem a duração de 75 minutos e é baseado em sabor e apresentação. Os competidores devem fazer três tipos de cupcakes de sua própria escolha, com uma apresentação única que se relaciona com o tema do dia.
A terceira e última rodada é a mais desafiadora, com os dois times tendo duas horas para fazer de 1.000 cupcakes. Esta fase tem a duração de 2 horas. Cada equipe deve apresentar versões melhoradas de todos os quatro cupcakes feitos nas duas primeiras rodadas, e em seguida, mostrar uma elaboração do que foi construído durante o programa. Os cupcakes e o visual sempre devem relacionar-se com o tema e pode-se reproduzir algo já feito no bloco anterior, fazer algo novo ou melhorado. Cada equipe recebe a ajuda de quatro cozinheiros assistentes e um carpinteiro para completar a rodada. Os
jurados provam os cupcakes, mas o que importa mesmo e o visual,

### Temas
O reality convida confeiteiros de cupcakes de todo os Estados Unidos para competir. Cada episódio é centrado em um tema ou evento;

### Jurados
Existem três jurados na série, sendo que dois deles são permanentes e sempre existe um terceiro convidado. 
- Candace Nelson, fundadora da Sprinkles Cupcakes, a primeira confeitaria de cupcakes (no episódio 7 da 7ª temporada, Bobbie Lloyd, Chefe oficial da Magnolia Bakery substitui Nelson)
- Florian Bellanger, executivo francês chef de pastelaria.
- O terceiro juiz é um convidado especial e está associado com o episódio no qual, os cupcakes vencedores irão ser servidos.

Nelson e Bellanger, geralmente, apresentam aos confeiteiros técnicas sobre os métodos, valores, e os ingredientes que eles usam, enquanto o jurado convidado ensinam algo mais subjetivo, com base no tema e em sua experiência.